# 栗原徹
栗原 徹（くりはら とおる、1978年8月12日 - ）は、日本の元ラグビー選手。抜群のセンスと正確無比のプレースキックが武器であった。

## プロフィール
- 茨城県潮来市出身。
- 身長178cm、体重80kg
- 血液型A型
- ポジションはウィング(WTB)とフルバック(FB)。
- 日本代表キャップは27。

## 選手経歴
- 1991年〜1994年 清真学園中学校
- 1994年〜1997年 清真学園高等学校
- 1997年〜2001年 慶應義塾大学
- 2001年〜2007年 サントリーサンゴリアス
- 2005年〜2007年 慶應義塾大学大学院
- 2008年〜2013年 NTTコミュニケーションズシャイニングアークス

## 来歴
ラグビーを始めたのは中学に進学後。それまではサッカー少年だったが、当時、清真学園中学校にはサッカー部がなかった。（2017年現在では併設の高等学校にサッカー同好会があるが、中学生には門戸が開かれていない。）鹿島アントラーズのジュニアユースという選択肢もあったが、部活動を楽しみたいということで、野球部など様々な部活動の中からラグビー部を選択した。
慶大ラグビー部では、2年時の対抗戦で29連続ゴールキック成功記録を達成するなどの活躍を見せ、3年時には大学選手権優勝に貢献。学生日本代表にも選ばれキャプテンも務めた。
卒業後、サントリーに入社。2000年5月20日のパシフィック・リム選手権フィジー戦で日本代表初キャップを獲得。
2001年にはサントリー単独チームでウェールズ代表を破るという金星を挙げた。
2002年7月7日のワールドカップアジア最終予選の台湾戦では世界記録となる1試合60得点（6トライ15コンバージョン）を挙げた。2002年度全国社会人大会優勝。
2003年ワールドカップにも出場。キャップ27、トライ20。セブンスの代表も経験した。
2005年度より慶應義塾大学湘南藤沢キャンパスに開設された大学院健康マネジメント研究科に在籍。スポーツマネジメントを専攻し2007年3月に修士 (健康マネジメント学) を取得した。
2004年2月1日付でプロ契約を結んだ。
2008年3月19日,サントリー サンゴリアスを3月末で退団することが発表される。
2008年6月4日,当時トップイーストのNTTコミュニケーションズシャイニングアークスから新加入選手として入団が発表される。
2014年4月20日に行われた全早慶明チャリティ試合で引退した
。
2014年から NTTコミュニケーションズシャイニングアークス スキル（技術）コーチを務め、2019年慶應義塾大学ラグビー部ヘッドコーチ就任。